# Адамська Марія Станіславівна
Марі́я Станісла́вівна Ада́мська (нар. 7 травня 1916, Варшава — 31 січня 1995, Донецьк) — українська акторка, заслужена артистка УРСР (1951).

## Життєпис
15-річною дівчиною разом зі своєю подругою Вірою Слаболіцькою приїхала до Донецька з Миколаєва для навчання в театральній студії.
1933 — закінчила студію при Донецькій держдрамі. Мала гарні вокальні і хореографічні дані.
З 1933 на запрошення режисера Л. І. Кліщеєва працювала в Донецькій держдрамі.
1934—1945 — акторка Артемівського українського музично-драматичного театру.
1945—1971 — працювала в Донецькому муздрамтеатрі імені Артема, де зіграла близько 150 ролей.

## Ролі
- Наталка («Наталка Полтавка» І. Котляревського)
- Мавра («У неділю рано зілля копала…» за Ольгою Кобилянською)
- Меланія («Єгор Буличов та інші» М. Горького)
- Мати («Марина» М. Зарудного)
- Магдалина Романівна («Сторінка щоденника» О. Корнійчука)
- Аза, Гордиля («Циганка Аза» М. Старицького)
- Варвара («Гроза» О. Островського)
- Катаріна («Приборкання норовливої» В. Шекспіра)